# Caméléon (album)
 (juin 2022).
La mise en forme du texte ne suit pas les recommandations de Wikipédia : il faut le « wikifier ».
Les points d'amélioration suivants sont les cas les plus fréquents. Le détail des points à revoir est peut-être précisé sur la page de discussion.
- Les titres sont pré-formatés par le logiciel. Ils ne sont ni en capitales, ni en gras.
- Le texte ne doit pas être écrit en capitales (les noms de famille non plus), ni en gras, ni en italique, ni en « petit »…
- Le gras n'est utilisé que pour surligner le titre de l'article dans l'introduction, une seule fois.
- L'italique est rarement utilisé : mots en langue étrangère, titres d'œuvres, noms de bateaux, etc.
- Les citations ne sont pas en italique mais en corps de texte normal. Elles sont entourées par des guillemets français : « et ».
- Les listes à puces sont à éviter, des paragraphes rédigés étant largement préférés. Les tableaux sont à réserver à la présentation de données structurées (résultats, etc.).
- Les appels de note de bas de page (petits chiffres en exposant, introduits par l'outil «  Source ») sont à placer entre la fin de phrase et le point final[comme ça].
- Les liens internes (vers d'autres articles de Wikipédia) sont à choisir avec parcimonie. Créez des liens vers des articles approfondissant le sujet. Les termes génériques sans rapport avec le sujet sont à éviter, ainsi que les répétitions de liens vers un même terme.
- Les liens externes sont à placer uniquement dans une section « Liens externes », à la fin de l'article. Ces liens sont à choisir avec parcimonie suivant les règles définies. Si un lien sert de source à l'article, son insertion dans le texte est à faire par les notes de bas de page.
- La présentation des références doit suivre les conventions bibliographiques. Il est recommandé d'utiliser les modèles {{Ouvrage}}, {{Chapitre}}, {{Article}}, {{Lien web}} et/ou {{Bibliographie}}. Le mode d'édition visuel peut mettre en forme automatiquement les références.
- Insérer une infobox (cadre d'informations à droite) n'est pas obligatoire pour parachever la mise en page.

Pour une aide détaillée, merci de consulter Aide:Wikification.
Si vous pensez que ces points ont été résolus, vous pouvez retirer ce bandeau et améliorer la mise en forme d'un autre article.
 (juin 2022).
Pour les articles homonymes, voir Caméléon (homonymie).
Albums de Shy'm
Prendre l'air
(2010) Solitaire
(2014)
Singles
1. Et alors !
Sortie : 7 mai 2012
2. On se fout de nous
Sortie : 27 juillet 2012
3. Et si...
Sortie : 5 novembre 2012
4. White Christmas (feat Michael Bublé)
Sortie : 11 décembre 2012
5. Caméléon
Sortie : 8 avril 2013
6. Contrôle
Sortie : 16 mai 2013

Caméléon est le quatrième album studio de la chanteuse Shy'm sorti en 2012. Afin de promouvoir l'album, Shy'm effectue des performances de ses chansons dans un certain nombre de shows télévisés et a intégré ses nouveaux titres dans le cadre de son Shimi Tour lancé en décembre 2011.

## Contexte
Après sa victoire dans l'émission de TF1 Danse avec les stars en octobre 2011 et la réédition de son album Prendre l'air (2010), elle sort le single En apesanteur, une reprise du chanteur français Calogero sortie en 2002. En novembre et décembre 2011, elle prépare sa première tournée Shimi Tour. La première représentation de la tournée a lieu le 20 décembre 2011 au Zénith de Paris avant le début des autres dates à partir de mars 2012.

## Caractéristiques de l'album

### Écriture, réalisation des chansons et influences
- Si vous ne connaissez pas le sujet, laissez ce bandeau (vous pouvez alors contacter les auteurs).
- Si vous supprimez le contenu mis en cause (vous pouvez préalablement contacter les auteurs),

argumentez précisément cette suppression dans la page de discussion
(un manque de référence n'est pas un argument ; une recherche réelle de référence doit avoir été effectuée, être formellement documentée).
Shy'm a encore travaillé avec Cyril Kamar pour la réalisation de ce quatrième album. Elle possède ainsi la même équipe depuis ses débuts.
On peut constater que plusieurs chansons (Et alors !, ShimiSoldiers, Sur la route…) concernent directement ses impressions, ses sentiments. C'est très probablement l'album le plus personnel qu'elle ait sorti à ce jour.
- Et alors ! est la première piste de l'album. Elle parle de ses impressions, de ses goûts, dans une interview accordée à l'émission 50 minutes inside elle a déclaré que sa chanson parle aussi de la liberté sexuelle, Et alors! concerne aussi sa tenue aux NRJ music awards qui avait fait scandale car elle était vêtue d'une robe bustier particulièrement transparente et moulante. C'est le premier extrait de l'album et l'un des plus gros succès de Shy'm.
- Et si est la deuxième piste de l'album. Elle parle des choses qui ne devraient pas s’arrêter (son succès, sa tournée).
- On se fout de nous est la troisième piste de l'album. Elle parle des couples qui ne s'entendent plus et qui sont toujours ensemble. C'est le deuxième extrait de l'album. C'est la première chanson de toute la carrière de Shy'm à avoir été composée avec une autre personne que K-Maro ou Louis Côté, Sophia Clarenbeek.
- ShimiSoldiers est la quatrième piste de l'album. Elle est offerte à ses fans et parle du lien entre Shy'm et ses fans. C'est le premier titre de l'album que Shy'm a enregistré (single non sorti dans le commerce mais en téléchargement gratuit sur itunes).
- Contrôle, la cinquième piste de l'album, parle des humeurs de Shy'm. C'est le titre le plus electro de l'album car il finit en dubstep.
- Caméléon est la sixième piste de l'album. Dans cette ballade pop, elle parle de la monotonie et de la folie. Elle se considère comme un caméléon.
- Comme un oiseau est la septième piste. C'est une ballade qui parle de la liberté.
- En plein cœur est la huitième piste de l'album. Comme le titre On se fout de nous, la musique est composée par Tiery-F et les paroles sont de K-Maro et Tiery-F. Elle mélange l'électro et le pop-rock. La chanson parle d'une bataille où Shy'm ne s'en sortira peut-être pas vivante.
- Black Marilyn est la neuvième piste de l'album. Elle parle de Shy'm qui parle de Marilyn Monroe et se prend pour elle. Elle dit également qu'elle ne peut pas s'empêcher de l'imiter (Et un bout de moi ne peut s'empêcher de faire comme si de faire comme elle), elle se prend également pour la reine (qu'on me quadruple le portrait et que Warhol le dessine) ou (Je suis une diva américaine).
- Elle est la dixième piste de l'album. La musique est très différente des autres chansons, Shy'm a probablement ajouter un instrument. Pour cette chanson, K-Maro a mis du temps à composer la musique, car la venue d'un nouvel instrument lui a donné du fil à retordre.
- Sur la route est la onzième et dernière piste de l'album. La chanson a été composée par K-Maro et soFLY & Nius. La chanson parle de sa tournée et de son entre les villes. La musique tend plus vers l'électro et le pop et même un peu vers le rock sur le début.

### Pochette et artwork

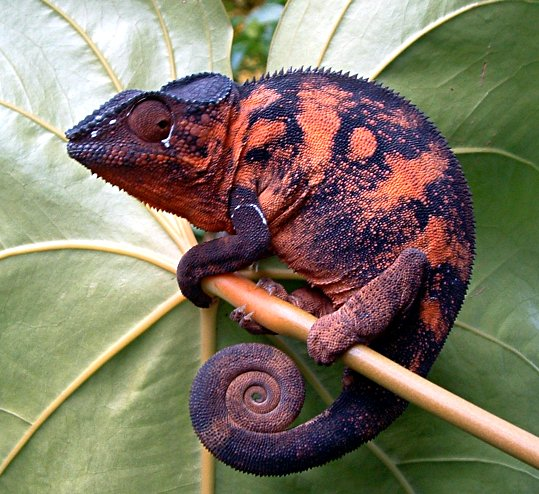
Caméléon panthère femelle.

La photographie de la pochette est prise par le photographe de mode Arthur Delloye. Shy'm regarde à sa droite un Caméléon dans des teintes bleues et orangées. Le nom de la chanteuse est reproduit à l'infini dans le fond.

## Accueil

### Accueil critique
JustMusic cite : « Toujours entourée par K’Maro et Louis Cote, la jeune femme nous offre un album de très grande qualité. [...] Que des Hits ! Rare pour un album français où, souvent, seules 2 ou 3 chansons sont bonnes et efficaces… »

## Classement des ventes et certifications
Dès sa sortie dans le commerce, l'album se classe en tête des ventes avec 19 962 copies écoulées. La deuxième semaine, l'album reste en tête des ventes avec 12 918 exemplaires vendus. La troisième semaine, l'album chute d'une place avec 8 571 exemplaires vendus.
| Classement (2012) | Meilleure position |
| ----------------- | ------------------ |
| France (SNEP)     | 1                  |
| Belgique          | 3                  |
| Suisse            | 26                 |
| Monde             | 38                 |

### Certification
| Région                                                                                                 | Certification | Ventes/Streams |
| --- | ------------- | -------------- |
| France (SNEP)                                                                                          | 2 × Platine   | 300 000*       |
| *Ventes selon la certification ^Mise en rayon selon la certification xNon précisé par la certification |               |                |

## Liste des titres
| 1.    | Et alors !                  | Cyril Kamar, Louis Côté   | 3:05 |
| 2.    | Et si                       | Cyril Kamar, Louis Côté   | 3:36 |
| 3.    | On se fout de nous          | Cyril Kamar, Tiery-F      | 3:30 |
| 4.    | ShimiSoldiers               | Cyril Kamar, Louis Côté   | 3:37 |
| 5.    | Contrôle                    | Cyril Kamar, Louis Côté   | 3:30 |
| 6.    | Caméléon                    | Cyril Kamar, Louis Côté   | 3:23 |
| 7.    | Comme un oiseau             | Cyril Kamar, Louis Côté   | 4:37 |
| 8.    | En plein cœur               | Cyril Kamar, Tiery-F      | 3:30 |
| 9.    | Black Marilyn               | Cyril Kamar, Louis Côté   | 2:58 |
| 10.   | Elle                        | Cyril Kamar, Louis Côté   | 4:08 |
| 11.   | Sur la route (feat. K-Maro) | Cyril Kamar, soFLY & Nius | 3:18 |
| 39:12 |                             |                           |      |

| Collector's edition bonus tracks | Collector's edition bonus tracks | Collector's edition bonus tracks | Collector's edition bonus tracks | Collector's edition bonus tracks | Collector's edition bonus tracks | Collector's edition bonus tracks | Collector's edition bonus tracks | Collector's edition bonus tracks | Collector's edition bonus tracks |
| No                               | Titre                            | Producer(s)                      | Durée                            |                                  |                                  |                                  |                                  |                                  |                                  |
| -------------------------------- | -------------------------------- | -------------------------------- | -------------------------------- | -------------------------------- | -------------------------------- | -------------------------------- | -------------------------------- | -------------------------------- | -------------------------------- |
| 12.                              | Je rêve                          | Cyril Kamar, Louis Côté          | 3:15                             |                                  |                                  |                                  |                                  |                                  |                                  |
| 42:27                            |                                  |                                  |                                  |                                  |                                  |                                  |                                  |                                  |                                  |

| Rééditions Deluxe (hiver 2012) bonus tracks | Rééditions Deluxe (hiver 2012) bonus tracks | Rééditions Deluxe (hiver 2012) bonus tracks | Rééditions Deluxe (hiver 2012) bonus tracks | Rééditions Deluxe (hiver 2012) bonus tracks | Rééditions Deluxe (hiver 2012) bonus tracks | Rééditions Deluxe (hiver 2012) bonus tracks | Rééditions Deluxe (hiver 2012) bonus tracks | Rééditions Deluxe (hiver 2012) bonus tracks | Rééditions Deluxe (hiver 2012) bonus tracks |
| No                                          | Titre                                       | Producer(s)                                 | Durée                                       |                                             |                                             |                                             |                                             |                                             |                                             |
| ------------------------------------------- | ------------------------------------------- | ------------------------------------------- | ------------------------------------------- | ------------------------------------------- | ------------------------------------------- | ------------------------------------------- | ------------------------------------------- | ------------------------------------------- | ------------------------------------------- |
| 13.                                         | Comme ils disent                            | Charles Aznavour                            | 5:20                                        |                                             |                                             |                                             |                                             |                                             |                                             |
| 14.                                         | White Christmas (with Michael Bublé)        |                                             | 3:36                                        |                                             |                                             |                                             |                                             |                                             |                                             |
| 15.                                         | Et alors ! (Jérémy Hills Remix)             | Cyril Kamar, Louis Côté, Jérémy Hills       | 2:57                                        |                                             |                                             |                                             |                                             |                                             |                                             |
| 54:20                                       |                                             |                                             |                                             |                                             |                                             |                                             |                                             |                                             |                                             |

| Réédition Caméléon/Live à Paris Bercy (2013) bonus tracks | Réédition Caméléon/Live à Paris Bercy (2013) bonus tracks | Réédition Caméléon/Live à Paris Bercy (2013) bonus tracks | Réédition Caméléon/Live à Paris Bercy (2013) bonus tracks | Réédition Caméléon/Live à Paris Bercy (2013) bonus tracks | Réédition Caméléon/Live à Paris Bercy (2013) bonus tracks | Réédition Caméléon/Live à Paris Bercy (2013) bonus tracks | Réédition Caméléon/Live à Paris Bercy (2013) bonus tracks | Réédition Caméléon/Live à Paris Bercy (2013) bonus tracks | Réédition Caméléon/Live à Paris Bercy (2013) bonus tracks |
| No                                                        | Titre                                                     | Producer(s)                                               | Durée                                                     |                                                           |                                                           |                                                           |                                                           |                                                           |                                                           |
| --------------------------------------------------------- | --------------------------------------------------------- | --------------------------------------------------------- | --------------------------------------------------------- | --------------------------------------------------------- | --------------------------------------------------------- | --------------------------------------------------------- | --------------------------------------------------------- | --------------------------------------------------------- | --------------------------------------------------------- |
| 12.                                                       | Je rêve                                                   | Cyril Kamar, Louis Côté                                   | 3:15                                                      |                                                           |                                                           |                                                           |                                                           |                                                           |                                                           |
| 13.                                                       | Et si (Version radio)                                     | Cyril Kamar, Louis Côté                                   | 3:39                                                      |                                                           |                                                           |                                                           |                                                           |                                                           |                                                           |
| 14.                                                       | Caméléon (Pop Remix)                                      | Cyril Kamar, Louis Côté                                   | 3:24                                                      |                                                           |                                                           |                                                           |                                                           |                                                           |                                                           |
| 15.                                                       | Caméléon (Urban Remix - feat. K.Maro)                     | Cyril Kamar, Louis Côté                                   | 3:34                                                      |                                                           |                                                           |                                                           |                                                           |                                                           |                                                           |
| 53:04                                                     |                                                           |                                                           |                                                           |                                                           |                                                           |                                                           |                                                           |                                                           |                                                           |

### Équipe de production
- Réalisation artistique : Cyril Kamar pour Ambitious Boys Club, Louis Côté pour Studio Cyberlogy, Tiery-F pour Famous Farmer, soFLY & Nius pour MIB Entertainment
- Éditeurs : Ambitious Boys Club/Warner Chappel/Recto Verso Édition
- Producteur exécutif : Cyril Kamar pour Ambitious Boys Club et Warner Music France
- Chargée de production : Katherine Saurat
- Management : Rock and Cherries
- Enregistré et mixé au studio de la Grande Armée à Paris par Nicolas Stawski
- Mastering : Masterdick, Paris par Éric Chevet
- Mixage audio additionnel : Au studio Cyberlogy, Montréal par Louis Côté sauf sur les titres On se fout de nous, En plein cœur et Sur la route

### Autres
- Photos : Arthur Delloye
- Assistants photos : Kleber de Quay et Marine de la Loge
- Coiffure : Sylvain et Alexandrine de l'Agence Studios Franck Provost
- Maquillage : Anne Pagis
- Stylisme : Aurélien Storny
- Auteuring DVD : Vectracom